# Xu Zhaoxiong
Xu Zhaoxiong, conosciuto anche con la traslitterazione Hsu Chao-hsiung (徐兆熊T, Xú ZhàoxióngP; 12 giugno 1912 – ...), è stato un cestista cinese.

## Carriera
Con la Repubblica di Cina ha disputato i Giochi olimpici di Berlino 1936.